# الجمعية السعودية للعلوم الرياضية
الجمعية السعودية للعلوم الرياضية هي جمعية علمية تأسست بموافقة المجلس العلمي بجامعة الملك سعود في 18/ 8/ 1413هـ، وتهتم الجمعية بعلوم الرياضيات بجميع فروعها التخصصية
تهدف الجمعية أن تكون مصدرًا علميًا وثقافيًا وتربويًا في مجال الرياضيات، وذلك عبر المساهمة بالمشاركة في تطوير الرياضيات وطرائق تدريسها، على المستوى العربي.
تتكون الجمعية من عدة لجان مُختلفة، وهي: اللجنة العلمية، لجنة التخطيط والتطوير، لجنة الإعلام والاتصال، لجنة الشراكة المجتمعية، اللجنة المالية والإدارية.